# Don Camillo (film, 1983)
A Don Camillo 1983-ban készült, 1984-ben bemutatott olasz filmvígjáték, amely az 1951-ben készült, 1952-ben bemutatott Don Camillo kis világa című film modern feldolgozása. A főszereplője, rendezője és producere Terence Hill. Az élőszereplős játékfilm forgatókönyvét Lori Hill írta, a zenéjét Pino Donaggio szerezte. A mozifilm a Paloma Films gyártásában készült. Műfaja akciófilm-vígjáték.
Franciaországban 1984. február 8-án, Olaszországban március 2-án mutatták be a mozikban, Magyarországon három szinkronos változat is készült belőle, amelyekből az elsőt 1995. június 12-én adták ki VHS-en, a másodikat a TV2-n 2001. december 30-án, a harmadikat az M2-n 2006. december 26-án vetítették le a televízióban.

## Cselekmény
A csendes olasz falucska életét az egymással rivalizáló kommunista polgármester, Peppone (Colin Blakely) és a helyi pap, Don Camillo (Terence Hill) újabb és újabb összecsapásai osztják ketté. A két látszólag összeférhetetlen ember még labdarúgó-mérkőzést is szervez, hogy bebizonyítsák, kinek nagyobb és erősebb a tábora. Az angyalok és ördögök harca vérre, vagy legalábbis majdnem vérre megy, a megosztott falu lakói a mindent eldöntő focimeccsen mérik össze meggyőződésük erejét.

## Szereplők
| Szereplő        | Színész            | Magyar hang                           | Magyar hang                    | Magyar hang                   |
| Szereplő        | Színész            | 1. magyar szinkron (V.I.P. Art, 1995) | 2. magyar szinkron (TV2, 2001) | 3. magyar szinkron (M2, 2006) |
| --------------- | ------------------ | ------------------------------------- | ------------------------------ | ----------------------------- |
| Don Camillo     | Terence Hill       | Ujréti László                         | Ujréti László                  | Ujréti László                 |
| Peppone         | Colin Blakely      | Kristóf Tibor                         | Forgács Gábor                  | Szombathy Gyula               |
| Jo Magro        | Mimsy Farmer       | Menszátor Magdolna                    | Orosz Anna                     | Orosz Anna                    |
| Smilzo          | Andy Luotto        | Józsa Imre                            | Schnell Ádám                   | Rába Roland                   |
| Doki            | Lew Ayres          | Makay Sándor                          | Versényi László                | Cs. Németh Lajos              |
| Gigio           | Sam Whipple        | Fekete Zoltán                         | Molnár Levente                 | Bíró Attila                   |
| Brusco          | Joseph Ragno       | Németh Gábor                          | Holl Nándor                    | Borbiczki Ferenc              |
| Lilly           | Jennifer Hingel    | Zsigmond Tamara                       | Csuha Bori                     | Talmács Márta                 |
| Binella, a bíró | Franco Diogene     | Kardos Gábor                          | Bácskai János                  | Kapácsy Miklós                |
| Krisztus        | Allan Arbus (hang) | Dobránszky Zoltán                     | Mihályi Győző                  | Végvári Tamás                 |
| Magrino         | Ross Hill          | Molnár Levente                        | Czető Roland                   | Penke Bence                   |
| Püspök          | Cyril Cusack       | Szabó Ottó                            | Makay Sándor                   | Kun Vilmos                    |

## Televíziós megjelenések
- 1. magyar szinkron: Msat, RTL Klub
- 2. magyar szinkron: TV2, Viasat 3
- 3. magyar szinkron: M2, M1, Duna, Duna World, M3